# Jean de Rieux (évêque)

Jean de Rieux est un prélat breton du XVIe siècle, né en 1507 et décédé le 24 décembre 1563 et enterré dans l'église de Châteauneuf. Jamais sacré évêque, il se maria tardivement avec Béatrix de Jonchères.

## Biographie
Jean de Rieux est un des fils de Jean IV de Rieux et d'Isabelle de Brosse.

### Évêque commendataire
Il fut nommé abbé commendataire de l'abbaye de Prières à Billiers et fut en même temps à l'âge de 18 ans évêque de Saint-Brieuc de 1525 à 1545. Pendant son « épiscopat » de près de 20 ans il perçoit les revenus mais ne vient jamais visiter sa cité épiscopal et ses représentants n'y sont guère présents. Il est transféré à l'évêché de Tréguier entre 1545 et 1548. Il ne fut jamais consacré évêque, et finalement se marie tardivement en 1548 avec Béatrix de Jonchères, dame de la Perrière, en Anjou et veuve de Jean de Montécler. 
Les deux époux décident à l'emplacement de l'ancien manoir féodal de Sourdéac, en Glénac (dans l'actuel département du Morbihan), de construire un château, achevé en 1550. 
- Leur fils aîné fut Guy de Rieux, seigneur de Châteauneuf, vicomte de Donges, qui épousa Anne du Chastel le 11 juin 1560 à Rennes, puis Magdeleine d'Espinay ; il décéda en mer le 12 février 1591 alors qu'il revenait à Brest, ville dont il était le gouverneur, après avoir participé au siège d'Hennebont[3].
- Leur deuxième fils fut René de Rieux, seigneur de Sourdéac, qui fut gouverneur de Brest et marquis d'Ouessant après la mort de son frère Guy de Rieux.
- Deux filles naquirent aussi de ce mariage : Renée de Rieux, qui fut fille d'honneur de Catherine de Médicis et surnommée "Belle Châteauneuf" et Françoise de Rieux, religieuse à l'abbaye de Nazareth à Vannes[4].